# 真鱸
真鱸（學名：Percichthys trucha）為真鱸科真鱸屬的一種，為亞熱帶淡水魚，分布於南美洲阿根廷Colhue Huapi湖、尼格羅河及Colorado-Desaguadero流域，體長可達40公分，棲息在底中層水域，生活習性不明，可做為食用魚。

## 擴展閱讀
維基物種上的相關：真鱸